# Néstor Mendez

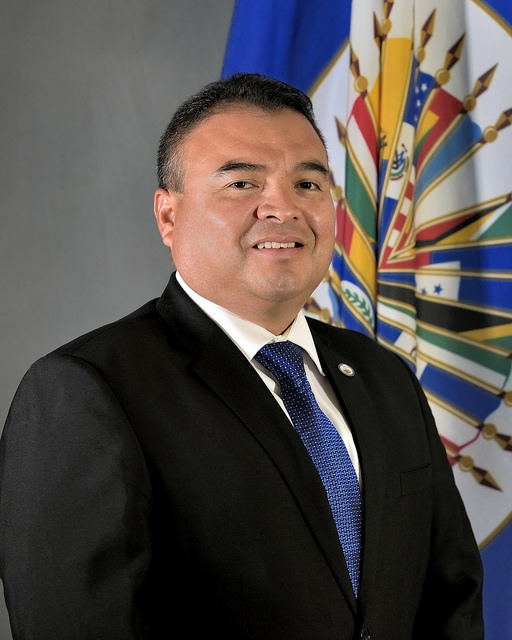
Nestor Mendez
Secretario General Adjunto -Organización de los Estados Americanos

Néstor Méndez (Distrito de Orange Walk, 21 de enero de 1971) es un diplomático de Belice. Desde el 13 de julio de 2015 ejerce como el 9.° Secretario General Adjunto de la Organización de los Estados Americanos.

## Carrera
El Embajador Nestor Mendez, noveno Secretario General Adjunto de la Organización de los Estados Americanos (OEA) asumió su cargo el 13 de julio de 2015, y el 20 de marzo de 2020 fue reelegido por unanimidad por la Asamblea General para ejercer un segundo mandato de cinco años.
En su calidad de Secretario del Consejo Permanente y de sus órganos subsidiarios, el Embajador Mendez desempeña un papel primordial en las deliberaciones de estos cuerpos políticos, así como en el trabajo fundamental de la Secretaría General. En sus esfuerzos por hacer frente a los desafíos hemisféricos, ha otorgado prioridad al cambio climático y los desastres naturales, ha abogado por los derechos de las mujeres y la igualdad de género, y ha propuesto un enfoque renovado ante la difícil situación de los grupos marginados y vulnerables. Asimismo, ha estado a la vanguardia de la promoción de la innovación, la competitividad y el espíritu empresarial como vías para identificar  liderazgo y  talento, y como herramienta de empoderamiento para los jóvenes de las Américas.
El Secretario General Adjunto Mendez ha trabajado en estrecha colaboración con el Secretario General y los Estados Miembros por la revitalización y modernización de la institución así como en la promoción de su rol y relevancia en el hemisferio, en el fomento de alianzas para el desarrollo y en el fortalecimiento de la interconectividad regional.
También sigue empeñado en continuar la labor iniciada y está completamente comprometido con la ampliación del progreso logrado "en el posicionamiento de la OEA para brindar al hemisferio seguridad y paz duradera, progreso y desarrollo."
Su experiencia profesional abarca una trayectoria de más de veinte años como funcionario público y diplomático de carrera, incluyendo  representación de alto nivel en foros internacionales y regionales y el haber fungido como Embajador de Belice en los Estados Unidos, Representante Permanente ante la OEA y Alto Comisionado no residente ante Canadá.  Ocupó cargos diplomáticos en el Alto Comisionado de Belice en el Reino Unido y en la Embajada de Belice en Guatemala. Su mandato como Embajador y Representante Permanente ante la OEA se caracterizó por su presidencia de importantes Consejos y Comités institucionales, incluidos el Consejo Permanente, la Comisión de Seguridad Hemisférica, el Comité Especial para Asuntos Migratorios y el Consejo Interamericano para el Desarrollo Integral  (CIDI).
Tiene una Maestría en Política y Práctica Internacional por la Universidad George Washington, Washington D.C., Estados Unidos un Diplomado en Estudios Diplomáticos de la Universidad de Oxford, Reino Unido, y una Licenciatura en Administración de Empresas por el University College, Belmopán, Belice.